# Liu Wang
Liu Wang (chiń. 刘旺; ur. 25 marca 1969 w Pingyao w prowincji Shanxi) – chiński pilot wojskowy, tajkonauta.
W styczniu 1998 został wybrany do pierwszej grupy chińskich astronautów (Chiny grupa 1) przewidzianych do lotów załogowych na statkach kosmicznych typu Shenzhou. Kandydowało do niej ponad 1500 pilotów wojskowych Sił Powietrznych Chińskiej Armii Ludowo-Wyzwoleńczej.
W czerwcu 2012 obył swój jedyny lot kosmiczny w misji Shenzhou 9, był to pierwszy lot załogowy na pierwszą chińską stację orbitalną Tiangong 1.
Stowarzyszenie Uczestników Lotów Kosmicznych (Association of Space Explorers) przyznało mu Universal Astronaut Insignia za lot orbitalny (nr 524).

## Wykaz lotów
| Lot kosmiczny, w którym uczestniczył Liu Wang                | Lot kosmiczny, w którym uczestniczył Liu Wang | Lot kosmiczny, w którym uczestniczył Liu Wang | Lot kosmiczny, w którym uczestniczył Liu Wang | Lot kosmiczny, w którym uczestniczył Liu Wang | Lot kosmiczny, w którym uczestniczył Liu Wang |
| Nr                                                           | Data startu                                   | Data lądowania                                | Statek kosmiczny                              | Funkcja                                       | Czas trwania                                  |
| ------------------------------------------------------------ | --------------------------------------------- | --------------------------------------------- | --------------------------------------------- | --------------------------------------------- | --------------------------------------------- |
| 1                                                            | 16 czerwca 2012                               | 29 czerwca 2012                               | Shenzhou 9                                    | Operator                                      | 12 dni 15 godzin 25 minut                     |
| Łączny czas spędzony w kosmosie — 12 dni 15 godzin 25 minut. |                                               |                                               |                                               |                                               |                                               |